# Varès
Varès – miejscowość i gmina we Francji, w regionie Nowa Akwitania, w departamencie Lot i Garonna.
Według danych na rok 1990 gminę zamieszkiwało 680 osób, a gęstość zaludnienia wynosiła 41 osób/km² (wśród 2290 gmin Akwitanii Varès plasuje się na 590. miejscu pod względem liczby ludności, natomiast pod względem powierzchni na miejscu 676.).